# Macumotói várkastély
A macumotói várkastély (japánul 松本城, Hepburn-átírással Matsumoto-jō) középkori vár Japán Nagano prefektúrájában, Macumoto városában. A himedzsi és a kumamotói várkastélyokkal együtt az ország három legszebb kastélya közé tartozik. Fekete falai miatt Varjúvárként (烏城, Karasu-jō) is ismert.

## Története
Az akkor még Fukasinak nevezett település környékén az Ogaszavara klán már a 13. században és a 15. század végén épített erődítményeket; az utóbbi Hijasi kastély néven volt ismert. 1550-ben a Takeda-család elfoglalta az erődöt és néhány évtizedig meg is tartották. Az Ogaszavarák 1582-ben, az Oda Nobunaga meggyilkolását követő zavaros időket kihasználva visszavették régi birtokukat. A település ekkor kapta a Macumoto nevet. 

### A kastély mai formájának kialakulása
1590-ben Tojotomi Hidejosi Isikava Kazumaszának adományozta a birtokot. Bár Kazumasza nem sokkal ezután meghalt, legidősebb fia, Jaszunaga jelentős építkezésekbe fogott: 1597-re elkészült az új öregtorony, a kis északi torony és a kettő közötti folyosó. A kastély szokatlan módon nem dombra vagy folyó védelmébe, hanem a síkságon épült (hiradzsiro típusú), és csak falai és a várárok védték.  
Az Edo-korszakban a kastély a 60-100 000 kokut jövedelmező Macumoto-birtok központjának számított, amely a sógun akaratától függően meglehetősen gyakran váltott gazdát. 1613-ban az Ogaszavarák visszakapták a területet, de alig négy évvel később a Toda családé lett a birtok. 1633-ban a Macudaira klán Etcsizen ága kapta meg Macumotót, akik kibővítették az erődöt és két újabb tornyot építettek. 
Alig öt évvel később, 1638-ban a Hori, 1642-ben pedig a Mizuno családé volt a birtok, akik ezután 80 évig meg is tudták azt tartani. 1726-ban a Todák visszakapták a Macumoto-birtokot. A külső és belső várban egy-egy palota épült, ám a külső épület 1727-ben porig égett és funkcióit a másik vette át. A Meidzsi-korszakban a belső palota egy ideig kormányzói rezidencia volt, de 1876-ban az is leégett. 
1590 és 1869, a feudális rendszer felszámolása között a macumotói várkastélynak összesen 23 ura volt, akik hat különböző családhoz tartoztak. 

### A kastély sorsa a Meidzsi-korban
A Meidzsi-korszakban a kormány elkobozta a magánkézben levő birtokokat és állami prefektúrákká alakította át azokat. Macumoto ura, Toda Micuhisza daimjóból állami kormányzó lett, majd két évvel később lemondott, és Tokióba költözött; a kastély állami tulajdonba került. 1872-ben a külső falakat és kapukat lerombolták, a belső várat az öregtoronnyal együtt pedig elárverezték és lebontásra ítélték. A befolyásos macumotói Isikava Rjózó a helyi polgárok segítségével mentette meg a várat. Előbb kibérelték, majd öt év alatt összegyűjtöttek annyi pénzt, hogy megvásárolhassák. 

### Helyreállítási munkálatok
Az egyre romló állagú épület restaurálására a polgármester és a helyi középiskola igazgatójának kezdeményezésére gyűjtöttek pénzt és 1903-1913 között helyreállították az összedőléssel fenyegető öregtornyot. 
1944 és 1948 között három földrengés annyira megrongálta a várat, hogy 1950-ben átfogó restaurálási munkákba kezdtek. 1960-ban restaurálták a Kuromon Ichinomon-kaput; 1990-ben a Kuromon-kapu, 1999-ben pedig a Taiko-kapu esett át teljes helyreállításon. 

A macumotói várkastély Japánban Nemzeti Történelmi Helyszínnek van besorolva, öt építménye pedig, az öregtorony és az Inui, Vatari, Tacumi és Cukimi tornyok a Nemzeti Kincsek közé tartoznak.
Az öregtorony belső szerkezete nagyrészt eredeti állapotban maradt fent. Második emeletén középkori fegyver- és páncélkiállítás tekinthető meg. Minden évben a várban rendezik meg a Taiko dobfesztivált, a Takigi noh (hagyományos japán dráma) fesztivált, ősszel pedig a Holdnéző Estet.  

## Galéria

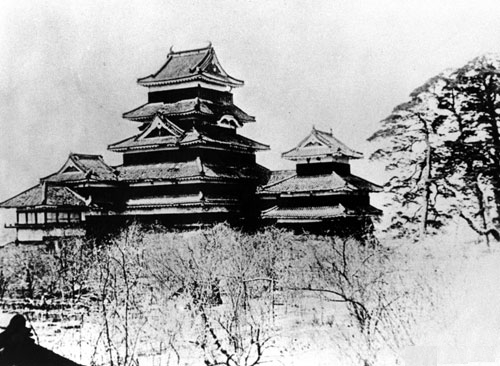
A vár 1885-ben
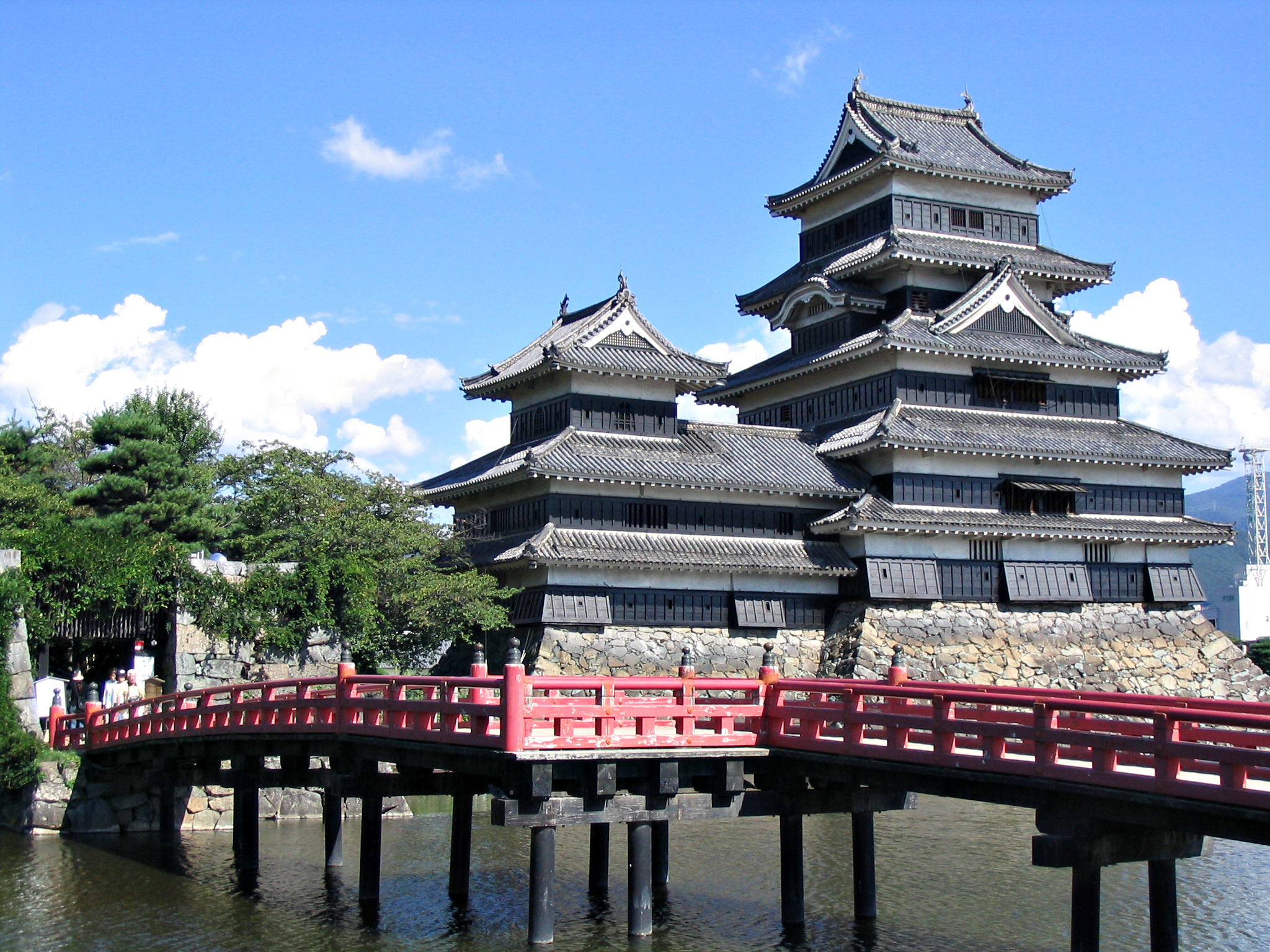
Az öregtorony és melléktornya
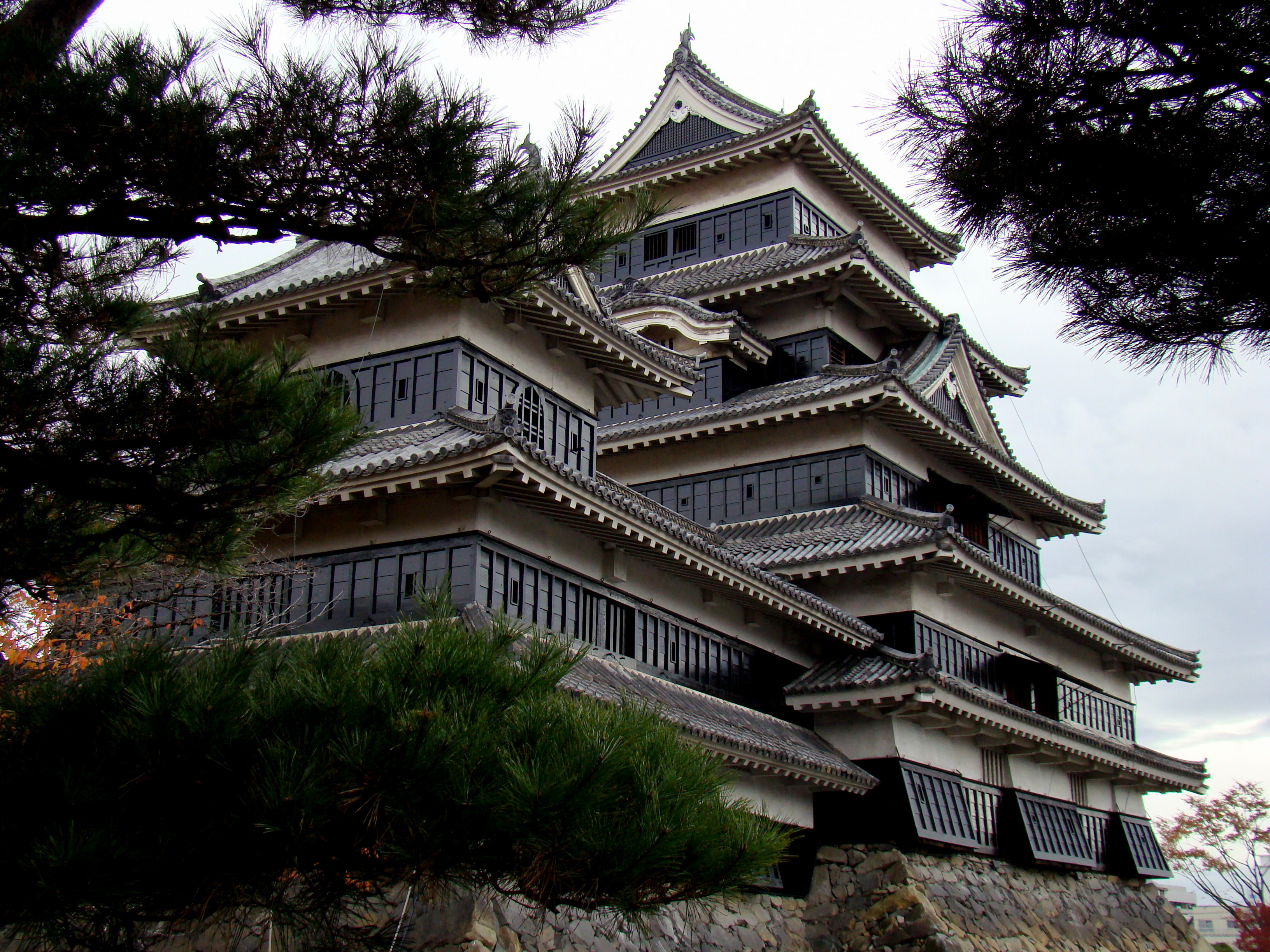
A torony közelről
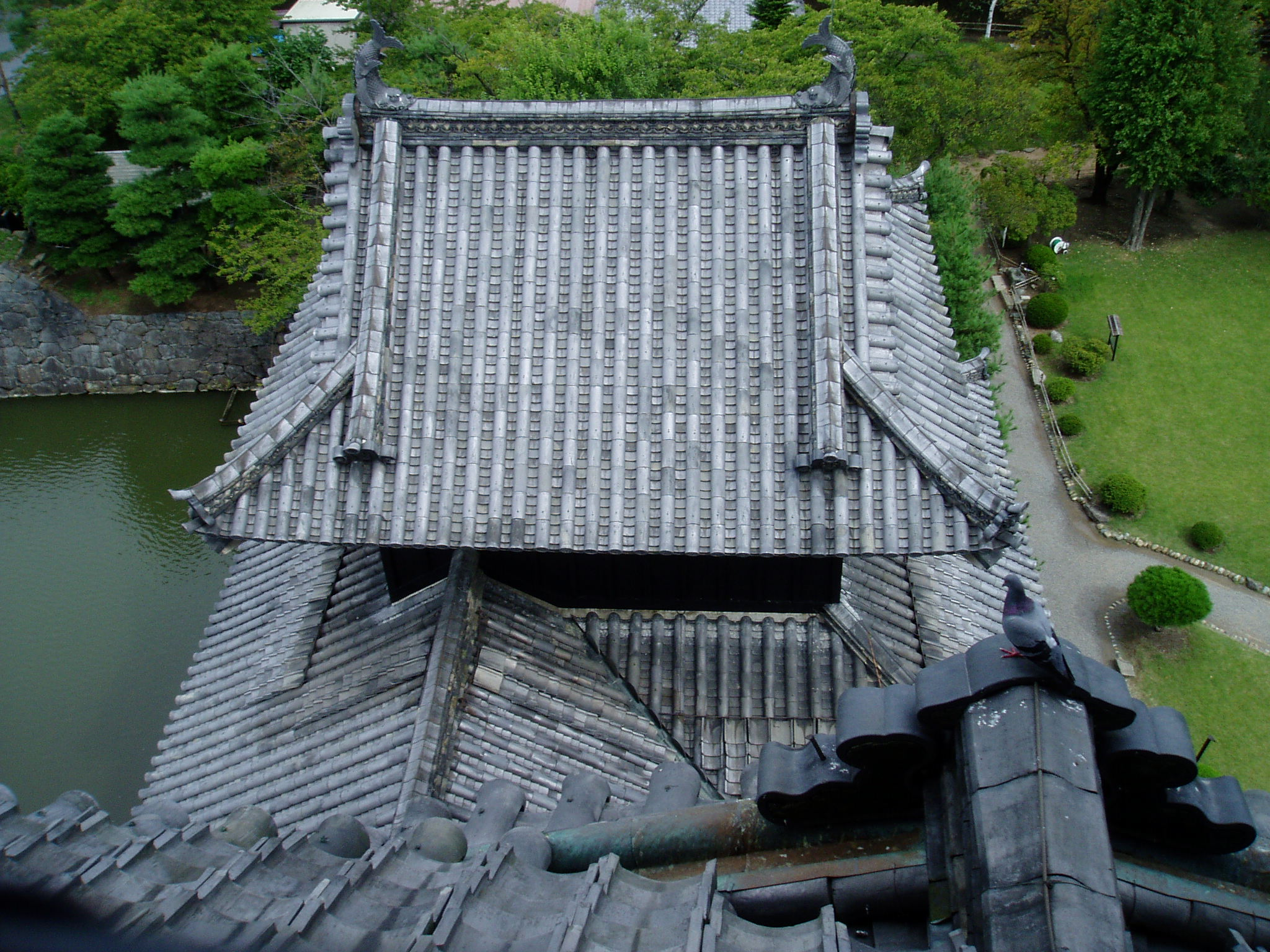
Tetőszerkezet
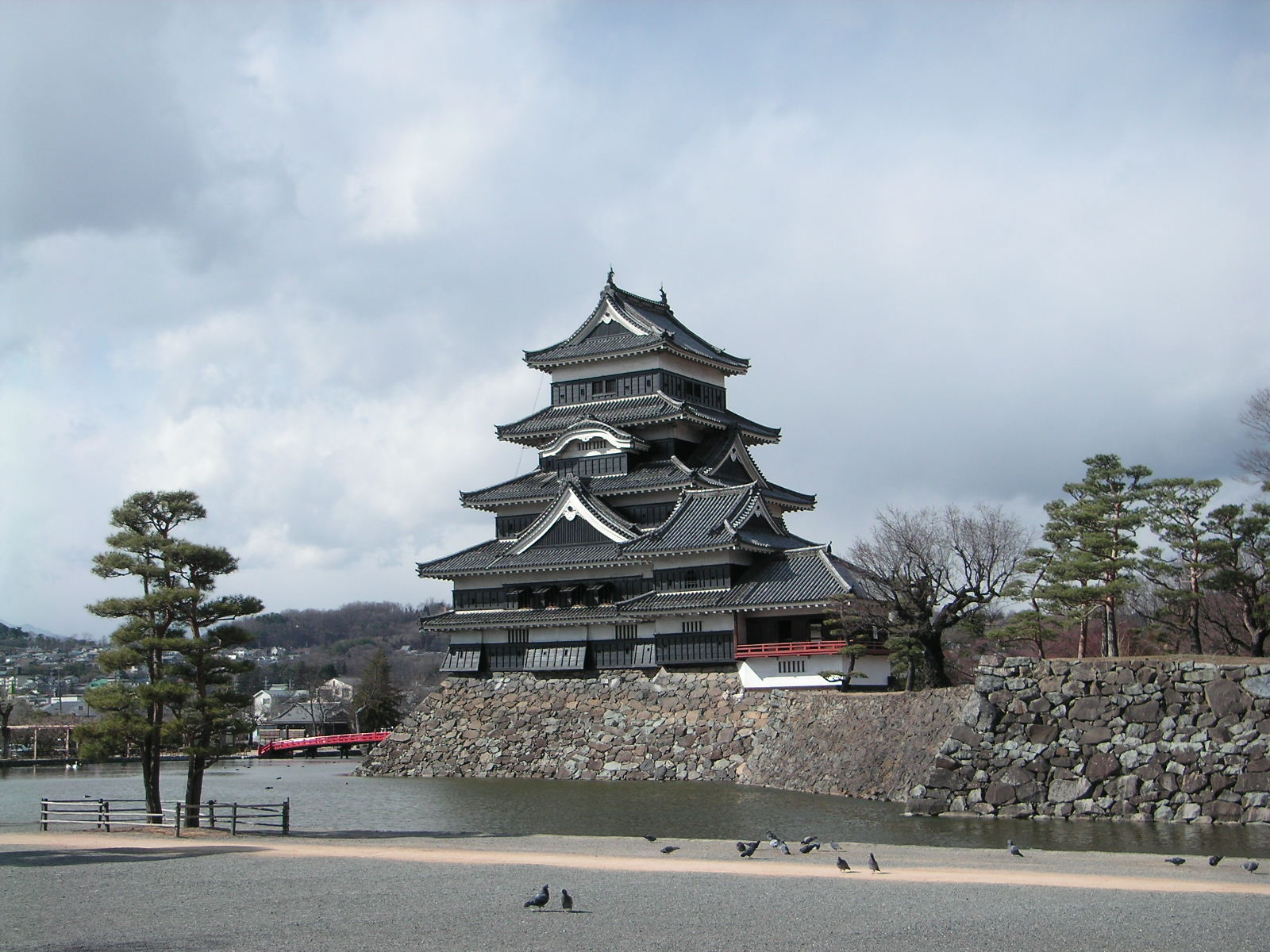
A várárok túloldaláról